# Geckolepis maculata
Geckolepis maculata Peters, 1880 è un piccolo sauro della famiglia dei Gekkonidi, endemico del Madagascar e delle isole Comore.